# Missione di St. Ignace
La Missione di St. Ignace  è situata nella città di St. Ignace nello stato statunitense del Michigan ed è uno dei primi siti dichiarati National Historic Landmark, ovvero sito di interesse storico nazionale.
Fu fondata da padre Marquette, S.I. nel 1669 che vi fu sepolto alla sua morte, avvenuta nel 1671. Ben presto attorno alla missione si formò un villaggio, embrione dell'odierna città St. Ignace nel Michigan. Nel 1690 i francesi eressero nelle vicinanze il Fort de Buade, ad opera del comandante Louis de La Porte de Louvigny. Dopo la morte di padre Marquette la Missione fu abbandonata dai gesuiti nel 1705.
Una seconda missione fu eretta in altro luogo nel 1837 e trasferita qui nel 1954.
La Missione oggi è un parco municipale e viene utilizzata come Museo della cultura Ojibway.

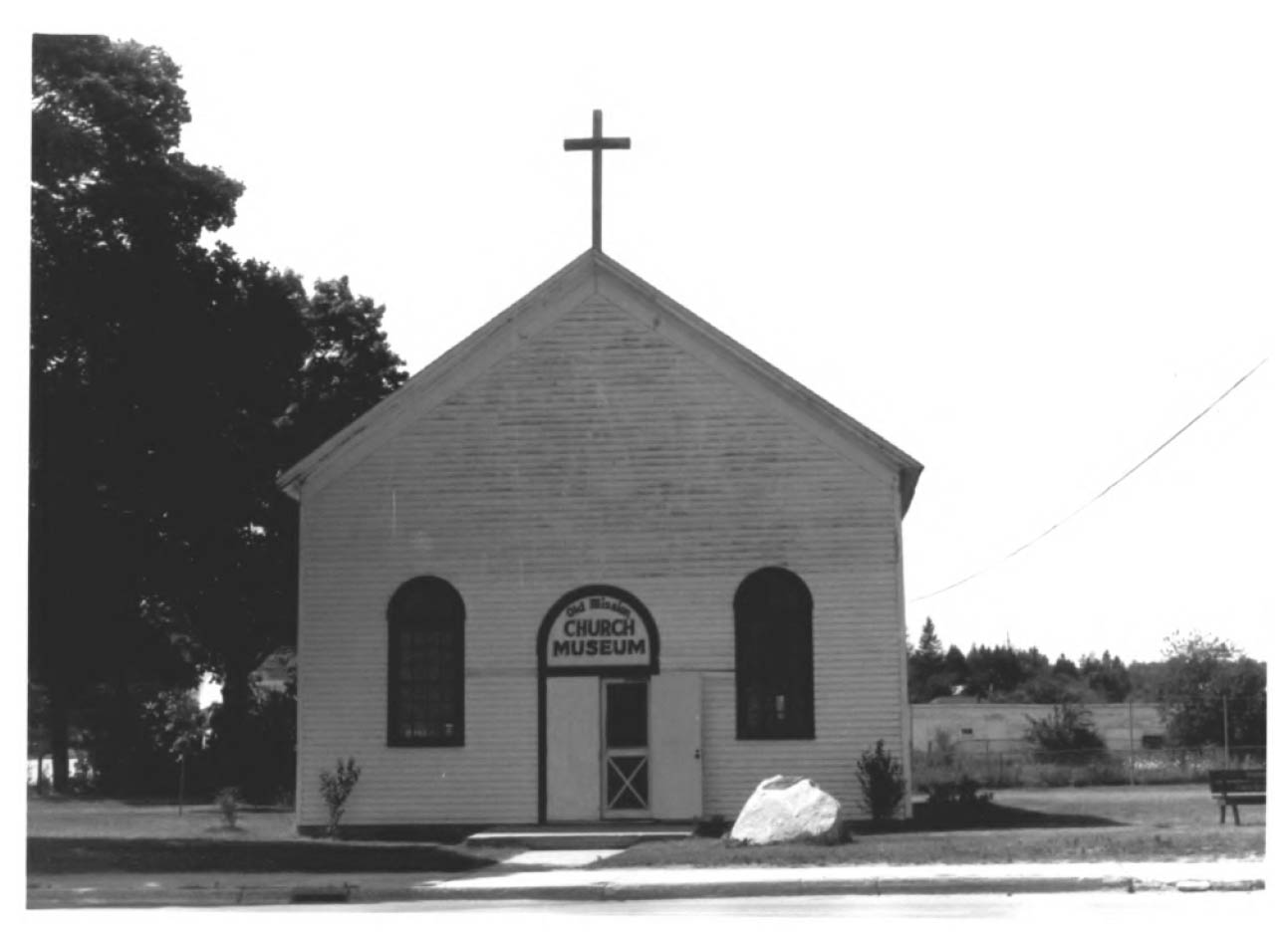
La Missione verso il 1960